# Flower Boy Ramen Shop
Flower Boy Ramen Shop (hangul: 꽃미남 라면가게; rr: Kkonminam Ramyeongage) é uma telenovela sul-coreana exibida pelo canal tvN de 31 de outubro a 20 de dezembro de 2011, estrelada por Jung Il-woo, Lee Chung-ah, Lee Ki-woo, Park Min-woo e Cho Yoon-woo.
A série é a primeira parte da série "Oh! Boy" da tvN de programação Flower Boy voltada para a faixa etária adolescente, seguida por Shut Up Flower Boy Band em 2012, Flower Boys Next Door em 2013 e Dating Agency: Cyrano em 2014.

## Enredo
Yang Eun-bi (Lee Chung-ah) é uma universitária de 20 e poucos anos, preparando-se para seu concurso público com o sonho de ser professora do ensino médio. Ela acidentalmente encontra Cha Chi-soo (Jung Il-woo), o herdeiro arrogante do maior conglomerado de alimentos da Coreia do Sul. Cha Chi-soo, recém-hospedado após uma tentativa fracassada de frequentar a escola em Nova York, fascina as mulheres com sua boa aparência e charme fácil. Eun-bi foi inicialmente atraída por ele, até que ela descobriu que ele era apenas um colegial, e, portanto, seis anos mais novo do que ela. No entanto, a sua tarefa de ensinar aos alunos a encontra não só trabalhando na escola secundária que a família de Chi-soo possui, mas também ensinando a sua turma de sala de aula. Ela cresce para não gostar dele por sua arrogância e falta de empatia. Ele, por outro lado, fica fascinado com ela porque ela é franca e atlética, ao contrário das outras mulheres que ele conhece. No entanto, ele não interpreta o fascínio como um interesse romântico, já que ele estava fora do seu alcance e normalmente só namora garotas bonitas e egoístas como Yoon So-yi - uma estudante de balé que agora namora a rebelde colega de Chi-soo, Kim Ba- lã. Eun-bi resiste à sua atração, por sua vez, acreditando que Chi-soo está apenas brincando com ela. Eun-bi estava procurando por um relacionamento mais sério, depois de ser dispensada por um ex-namorado traidor enquanto esperava que ele completasse seu serviço militar obrigatório. Ela freqüentemente se volta para sua companheira de quarto e ex-colega de colégio Kang Dong-joo para conselhos.
Depois que o pai de Eun-bi (Jung In-gi) morre, ela fica surpresa ao descobrir que ele deixou o restaurante Ramen que ele pertence a Choi Kang-hyuk (Lee Ki-woo), a quem ele ajudou quando Kang-hyuk era um juventude problemática, em vez de para ela. É logo revelado que o pai de Eun-bi fez isso na esperança de que Kang-hyuk e Eun-bi se casassem. Eun-bi, depois de perder seu trabalho de professora por causa de seus conflitos com Chi-soo, começa a trabalhar na loja de ramen, juntamente com os sem-abrigo Kim Ba-wool e Woo Hyun-woo. Yoon-woo). Chi-soo quer trabalhar no restaurante também, a fim de superar sua crescente obsessão com Eun-bi. Kang-hyuk, que sabe que ele e Chi-soo realmente têm a mesma mãe, permite que ele se junte à loja por preocupação com seu meio-irmão frio.
Kang-hyuk rapidamente desenvolve sentimentos por Eun-bi, mas ela se sente mais atraída pelo apaixonado Chi-soo. Chi-soo, depois de muitos mal-entendidos, percebe que sua obsessão com Eun-bi era realmente atração, e competia ativamente pelos afetos de Eun-bi com Kang-hyuk. No entanto, o pai de Chi-soo (Joo Hyun) desaprova. A mãe de Chi-soo (e de Kang-hyuk) também era uma mulher mediana (não rica), e o pai de Chi-soo acredita que a diferença foi uma das razões para sua separação há vários anos. A companhia do pai de Chi-soo está planejando reconstruir a área em que a loja de ramen está localizada, e o pai de Chi-soo tenta usar a possível destruição da loja de ramen como alavanca para manter Eun-bi e Chi-soo separados. Chi-soo se apegou à loja de ramen e também tem medo de ser deserdado, e assim ele inicialmente escolhe ficar com seu pai. Eun-bi percebe, no entanto, que ela quer tentar namorá-lo seriamente; ela chega ao apartamento de sua família para reivindicá-lo de seu pai e eles saem juntos. A loja de ramen é forçada a fechar, mas seus trabalhadores aceitam esse desenvolvimento sem reclamar. O pai de Chi-soo o deserdou e tem sua cidadania americana revogada, de modo que Chi-soo está agora sujeito ao recrutamento militar sul-coreano. O show termina com Chi-soo visitando Eun-bi depois que ele completou seu serviço de dois anos no exército sul-coreano sem entrar em contato com ela; eles se beijam quando a câmera passa pela vizinhança onde el

## Elenco

### Elenco principal
- Jung Il-woo como Cha Chi-soo[3][4]
- Lee Chung-ah como Yang Eun-bi[5]
- Lee Ki-woo como Choi Kang-hyuk[6]
- Park Min-woo como Kim Ba-wool[7]
- Cho Yoon-woo como Woo Hyun-woo

### Elenco de apoio
- Kim Ye-won como Kang Dong-joo
- Ho Soo como Yoon So-yi
- Joo Hyun como Cha Ok-gyun
- Jung In-gi como Yang Chul-dong
- Seo Bum-suk como diretor Ko
- Song Jae-rim como Hee-gon
- Kim Il-woong como Jung-gu
- Kim Hye-soo como cartomante (episódio 1)[8]
- Gong Hyo-jin como balconista de loja de discos (episódio 9)[9]

## Produção
A série foi dirigida por Jung Jun-hwa, que anteriormente dirigiu o filme de 2008 Lost and Found (também conhecido como Sweet Lie). Foi produzido por Pyo Min-soo, junto com a equipe de produção do drama da KBS de 2009, Boys Over Flowers.
As filmagens começaram em 21 de setembro de 2011, com Jung Il-woo interpretando Cha Chi-soo e seus amigos, em um café em Hongdae.

## Recepção
De acordo com a AGB Nielsen Media, o episódio de 7 de novembro recebeu uma audiência de 2,07 por cento, a mais alta classificação em seu período de tempo, portanto, o programa de TV a cabo mais assistido pela segunda semana consecutiva. Também registrou um aumento de 200% na audiência do episódio anterior entre homens de 20 a 49 anos de idade. Foi relatado que foi o espetáculo mais visto entre as mulheres na adolescência a 30 anos, bem como entre os homens na adolescência a 20 anos. A série foi assistida por uma em cada três adolescentes com 30% de audiência e em Busan, registrou 5% em audiência. Em seu pico, a série alcançou classificações de audiência na faixa de quatro por cento, a mais alta classificação entre seus concorrentes de cabo no mesmo período de tempo por oito semanas.
Sua popularidade gerou uma versão webcomic do show, decolando dos personagens Ba-wool e Hyun-woo como jovens de 20 anos gerenciando um restaurante ramen. O desenho animado teve mais de 1,8 milhões de visualizações de páginas desde seu lançamento no portal online Nate, com o número de visitantes aumentando em média 32% por dia.

## Classificações
| Episódio | Data de transmissão original | AGB Nielsen         | AGB Nielsen |
| Episódio | Data de transmissão original | Classificação média |             |
| -------- | ---------------------------- | ------------------- | ----------- |
| 1        | 31 de outubro de 2011        | 1.19%               |             |
| 2        | 1 de novembro de 2011        | 1.45%               |             |
| 3        | 7 de novembro de 2011        | 2.07%               |             |
| 4        | 8 de novembro de 2011        | 2.85%               |             |
| 5        | 14 de novembro de 2011       | 2.80%               |             |
| 6        | 15 de novembro de 2011       | 3.22%               |             |
| 7        | 21 de novembro de 2011       | 3.60%               |             |
| 8        | 22 de novembro de 2011       | 3.00%               |             |
| 9        | 28 de novembro de 2011       | 3.20%               |             |
| 10       | 29 de novembro de 2011       | 2.94%               |             |
| 11       | 5 de dezembro de 2011        | 2.83%               |             |
| 12       | 6 de dezembro de 2011        | 3.26%               |             |
| 13       | 12 de dezembro de 2011       | 2.32%               |             |
| 14       | 13 de dezembro de 2011       | 2.40%               |             |
| 15       | 19 de dezembro de 2011       | 2.85%               |             |
| 16       | 20 de dezembro de 2011       | 3.54%               |             |
| Média    | Média                        | 2.72%               |             |

## Transmissão internacional
- Em novembro de 2011, depois de estar no ar por oito episódios, a série foi vendida para a empresa japonesa de distribuição de conteúdo Culture Convenience Club a um preço recorde de US $ 100.000 por episódio.[16][17] Ele estreou na Mnet Japan em janeiro de 2012, com reprises na rede terrestre TBS de 12 de junho a 11 de julho de 2012.[18]
- Foi exibido no Channel M (agora tvN Asia) da Mnet em março de 2014.
- Ele estreou nas Filipinas no TeleAsia Chinese em 20 de junho de 2014. Ele também foi ao ar na TV5 de 7 de julho a 22 de agosto de 2014 sob seu título alternativo Cool Guys, Hot Ramen. Ele também está sendo atacado pela TV5 todos os domingos, a partir de 8 de novembro de 2015.[19]
- Na Tailândia, foi ao ar na Workpoint TV em 22 de outubro de 2013.[20]